# Blood
Blood er et computerspil udviklet af Monolith Productions og distribueret af GT Interactive. Det blev udgivet den 31. maj, 1997 og benyttede den første Build-motor af Ken Silverman til at lave voxel'er. Det er et førstepersonsskydespil angiveligt sat til at foregå i årtiet 1920 med teknologi og våben fra den tid plus science fiction-anakronisme.

## Blood-produkter
De følgende Blood-produkter er blevet lavet:
- En demonstrationsversion, som kun officielt blev udgivet på en CD medfølgende tidsskriftet PC Gamer i maj i år 1997
- En shareware-version, der blev solgt i en æske
- Blood
- En censureret version
- En europæisk version
- En version udgivet under PLATINUM PC-mærket
- One Unit Whole Blood
- Blood Plasma Pak
- Cryptic Passage for Blood
- Blood: The Official Strategy Guide
- Blood: Unlock the Secrets
- En musemåtte
- En tatovering, man kan klistre på huden
- En t-shirt
- Blood II: The Chosen
- En europæisk version af Blood II: The Chosen
- En version af Blood II: The Chosen udgivet under replay-mærket
- En version af Blood II: The Chosen udgivet under Best of Infogrames-mærket
- Blood II: The Chosen: The Nightmare Levels
- En europæisk version af Blood II: The Chosen: The Nightmare Levels
- The Blood Group
- Blood II: The Chosen med en manual og Blood
- Blood II: The Chosen Official Strategy Guide
- En Blood II: The Chosen-t-shirt